# Nigidius svenjae
Nigidius svenjae là một loài bọ cánh cứng trong họ Lucanidae. Loài này được Schenk mô tả khoa học năm 2007.